# Шварц, Мария Эсперанса фон
Мария Эсперанса фон Шварц (нем. Marie Espérance von Schwartz, 8 ноября 1818, Саусгейт, Хартфордшир — 20 апреля 1899, Эрматинген, Швейцария) — англо-немецкая писательница, публиковавшая свои произведения под эллинизированным псевдонимом Элпис Мелена. Известна также как подруга Джузеппе Гарибальди и Франца Листа. В литературе наиболее известна работами в жанрах путевого очерка, мемуаров, а также своими переводами.

## Биография

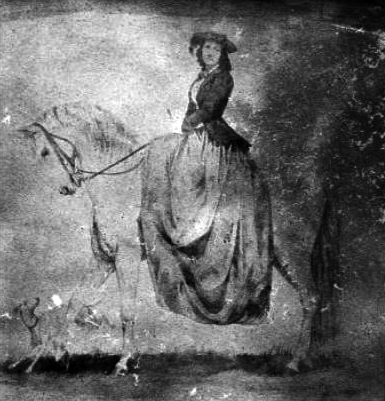
Верхом на коне и с итальянской борзой Хани (Huney), которую она приобрела на Крите.

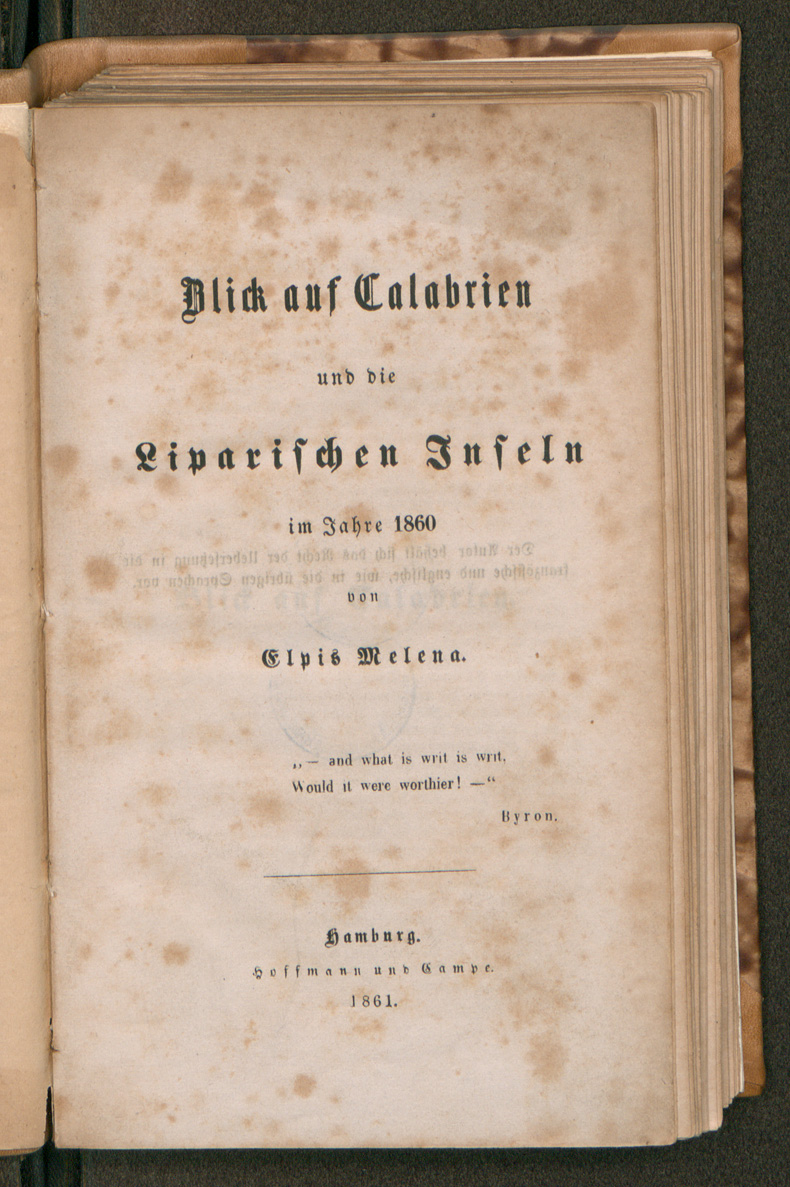
Blick auf Calabrien und bei Liparischen Inseln im Jahre 1860, 1861

### Ранние годы
Родилась в семье гамбургского банкира в Англии в 1818 году, но воспитывалась в основном в Женеве. Вскоре после раннего брака со своим двоюродным братом овдовела и поселилась в Риме. Со своим вторым мужем, гамбургским банкиром Фердинандом фон Шварцем, она встретились в Италии, после чего вместе с ним совершила авантюрные путешествия в Грецию и Османскую империю, Египет и Северную Африку. Но и этот брак завершился разводом.
Мария была весьма богатой и талантливой женщиной, говорила на восьми языках. В Риме она открыла салон, который посещали многие художники и аристократы. Среди её поклонников оказался Ференц Лист.

### Гарибальди
В 1849 года интерес к Марии проявил Джузеппе Гарибальди. Осенью 1857 года Мария приехала к Гарибальди на остров Капрера, жила с ним, заботилась о его детях, поддерживала его, как финансами, так и своими трудами, и ухаживала за ним после его ранений. Принято считать, что между Марией и Джузеппе существовала любовная связь; Гарибальди несколько раз просил её руки в 1858 году. В знак благодарности за её самоотверженную дружбу, Гарибальди отдал ей рукопись своих мемуаров, которую она перевела на немецкий язык и опубликовала в 1861 году. 26 лет спустя мемуары были изданы на английском языке.

### Крит
В конце 1865 года Мария уехала на Крит. В январе 1866 года в самом начале очередного восстания против турок она сошла на берег в порту Ханьи. Крит в её мировоззрении имел мифические масштабы, был колыбелью европейской цивилизации, первозданным мифологическим и историческим европейским местом, страной уникальной природной красоты и свободных людей. Её ожидания не обманули её и, невзирая на развивающиеся события, она решила поселиться на Крите и построила очаровательную виллу в Халепа, недалеко от Ханьи, среди виноградников и бушующих сражений.
Свои впечатления об острове Мария запечатлела в книге «Путешествия по Криту 1866—1870», которая отличалась от книг этого жанра своим политическим оттенком. Её симпатии всецело были на стороне восставших греков.
В 1876 году Мария заболела и вынуждена была прервать своё пребывание на Крите, но из Женевы развернула свою филэллинскую деятельность, издала книгу «Остров Крит под османским правлением». Некоторые её биографы считают, что по её призыву Гарибальди послал в поддержку восставшим контингент в 500 бойцов гарибальдийцев. Однако, современный английский историк Дуглас Дакин не связывает с её именем прибытие на Крит в 1867 году гарибальдийцев и других европейских филэллинов-добровольцев. Мария вернулась на Крит в 1868 году.
Она посвятила много времени и потратила много денег на благотворительные учреждения, создание больниц, приютов и школ, перевод немецких учебников на греческий язык и критских народных песен, легенд и фольклора на немецкий язык. Она заслужила уважение как среди христиан, так и среди мусульман острова. Она развернула большую деятельность по защите животных в период, когда это движение распространялось по всей Европе. В Ханье она основала ветеринарный госпиталь для лошадей и ослов и ежедневно кормила бесчисленное количество собак. В многочисленных брошюрах на многих языках она вела пропагандистскую кампанию в защиту животных, и вместе с Эрнстом Гризановски (Ernst Grysanowski) и Эрнстом Вебером (Ernst von Weber) вела пропаганду против опытов на животных.
После 20 лет жизни на Крите она поселилась в Швейцарии, где скончалась в возрасте 80 лет.

## Избранные работы
- Blätter aus dem africanischen Reise-Tagebuch einer Dame (1849)
- Memoiren eines spanischen Piasters (1857)
- Hundert und ein Tag auf meinem Pferde und ein Ausflug nach der Insel Maddalena (1860)
- Garibaldi’s Denkwürdigkeiten nach handschriftlichen Aufzeichnungen desselben, und nach authentischen Quellen (1861)
- Recollections of General Garibaldi, Or, Travels from Rome to Lucerne(1861)
- Blick auf Calabrien und die Liparischen Inseln im Jahre 1860 (1861)
- Garibaldi im Varignano, 1862 und auf Caprera im October 1863 (1864)
- Der junge Stelzentänzer: Episode während einer Reise durch die westlichen Pyrenäen (1865)
- Die insel Kreta unter der ottomannischen verwaltung (1867)
- Von Rom nach Kreta (1870)
- Kreta-Biene oder kretische Volkslieder, Sagen, Liebes- Denk- und Sittensprüche (1874)
- Gemma; oder, Tugend und Laster: Novelle (1877)
- Garibaldi. Mitteilungen aus seinem Leben (1884)
- Erlebnisse und Beobachtungen eines mehr als 20jährigen Aufenthaltes auf Kreta (1892)